# Thamiaraea lira
Thamiaraea lira är en skalbaggsart som beskrevs av Hoebeke 1988. Thamiaraea lira ingår i släktet Thamiaraea och familjen kortvingar. Inga underarter finns listade i Catalogue of Life.